# Estadio Gran Mamoré
El estadio Gran Mamoré es un espacio multiusos ubicado en la ciudad de Trinidad, en el departamento del Beni, al noreste de Bolivia. Diseñado como un estadio que albergue encuentros de fútbol, es el estadio por excelencia de la ciudad, junto con el Estadio Lorgio "Yoyo" Zambrano.

## Historia
El estadio Gran Mamoré fue inaugurado el 26 de marzo de 2004 tras las gestiones del Gobierno Departamental del Beni (en ese entonces conocido como Prefectura Departamental del Beni) y construida por la empresa Prosec Ingenieros bajo un presupuesto inicial de dos millones y medio de dólares. El estadio fue inaugurado con un encuentro amistoso por parte de los clubes Oriente Petrolero y Blooming que formaba parte de un cuadrangular amistoso.

El estadio fue mayormente conocido por ser la sede de los partidos del club Real Mamoré durante su participación en la Primera División del Fútbol Boliviano a lo largo de las temporadas 2007-2012. Después del descenso y posterior desaparición del club, el estadio albergó algunos encuentros de la Copa Simón Bolívar, pero volvió a retomar mayor notoriedad al albergar los encuentros de local del club Libertad Gran Mamoré a partir de la temporada 2022 en la Copa Simón Bolívar, y desde 2023, tras el ascenso del club, de los encuentros de la División Profesional.
Tiene capacidad para unas 12 000 personas.